# Яоань
25°30′30″ пн. ш. 101°14′14″ сх. д. / 25.50846° пн. ш. 101.23711° сх. д.
Яоань (кит. 姚安县, пін. Yáo'ān Xiàn) — один із повітів КНР у складі Чусюн-Їської автономної префектури, провінція Юньнань. Адміністративний центр — містечко Дунчуань.

## Географія
Яоань лежить на півночі Юньнань-Гуйчжоуського плато у західній частині префектури.

### Клімат
Повіт знаходиться у зоні, котра характеризується океанічним кліматом субтропічних нагір'їв. Найтепліший місяць — червень із середньою температурою 21 °C. Найхолодніший місяць — січень, із середньою температурою 8,5 °С.
| Клімат повіту Яоань     | Клімат повіту Яоань | Клімат повіту Яоань | Клімат повіту Яоань | Клімат повіту Яоань | Клімат повіту Яоань | Клімат повіту Яоань | Клімат повіту Яоань | Клімат повіту Яоань | Клімат повіту Яоань | Клімат повіту Яоань | Клімат повіту Яоань | Клімат повіту Яоань | Клімат повіту Яоань |
| Показник                | Січ.                | Лют.                | Бер.                | Квіт.               | Трав.               | Черв.               | Лип.                | Серп.               | Вер.                | Жовт.               | Лист.               | Груд.               | Рік                 |
| Середній максимум, °C   | 17,1                | 18,8                | 22                  | 25,1                | 26,2                | 26,2                | 25,5                | 25,5                | 24,2                | 22,6                | 19,6                | 17,2                | 22,5                |
| Середня температура, °C | 8,5                 | 10,6                | 13,7                | 17,2                | 19,8                | 21                  | 20,5                | 19,9                | 18,8                | 16,2                | 11,8                | 8,5                 | 15,5                |
| Середній мінімум, °C    | 1                   | 2,7                 | 5,7                 | 9,7                 | 14,1                | 17                  | 17,1                | 16,2                | 14,5                | 11,7                | 6                   | 1,8                 | 9,9                 |
| Норма опадів, мм        | 10.4                | 11.3                | 13.1                | 17.7                | 66.9                | 122                 | 169.7               | 147.8               | 115.8               | 72.4                | 26.6                | 7.5                 | 781.2               |
| Вологість повітря, %    | 62                  | 56                  | 53                  | 53                  | 62                  | 75                  | 82                  | 84                  | 83                  | 79                  | 74                  | 70                  | 69.4                |
| ----------------------- | ------------------- | ------------------- | ------------------- | ------------------- | ------------------- | ------------------- | ------------------- | ------------------- | ------------------- | ------------------- | ------------------- | ------------------- | ------------------- |
| Джерело: data.cma.cn    |                     |                     |                     |                     |                     |                     |                     |                     |                     |                     |                     |                     |                     |